# Angela Anaconda
Angela Anaconda es una serie de televisión canadiense-estadounidense perteneciente al género de animación con recorte que salió al aire en los canales Teletoon en Canadá y Fox Family en los Estados Unidos de 1999 a 2001. Se centra en las aventuras de una niña de ocho años llamada Angela, que vivía en la ciudad ficticia de Tapwater Springs, y se centra en su vida con unos hermanos un poco locos, amigos extraños, y una niña francesa snob llamada Nanette Manoir.
Angela Anaconda comenzó como un breve sketch en el espectáculo de Nickelodeon KaBlam!. Más tarde se convirtió en una serie y se emitió en Fox Family, de 1999 a 2002. Cada episodio consistía en dos historias de 11 minutos. En 2001, cuando Disney compró Fox Family y cambió el nombre de la red a ABC Family, la serie fue movida de horario y cancelada después de dos meses. Los reestrenos regresaron a Nickelodeon en 2004 sólo para ser retirados alrededor de un mes más tarde. 
El espectáculo fue creado por Joanna Ferrone y Sue Rose, quien también le daba voz a Angela en la versión original. Sue Rose creó el personaje de dibujos animados Fido Dido, así como a Pepper Ann y Unfabulous. El show fue producido por DHX Media y C.O.R.E. Digital Pictures. Se estrenó en Cartoon Network en el Reino Unido, y también convivió allí en PopGirl; también se emitió en la señal de televisión POP en Eslovenia y en ABC1 y ABC2 en Australia. En España la serie fue emitida en Cartoon Network y en Canal Sur 2, mientras que en otras partes de España como Cataluña fue emitida en K3 y Canal Super3, y en Galicia fue emitida en Xabarín Club. En Latinoamérica Angela Anaconda fue estrenada el 31 de diciembre de 1999 por Fox Kids y fue transmitida hasta principios de 2005 por los cambios establecidos meses antes en el ahora Jetix.
La serie contó con un estilo de arte muy distinto de la animación clip art, con reminiscencias de la animación de Terry Gilliam en Monty Python Flying Circus, en el que se hicieron todos los personajes con recortes de fotografías en blanco y negro. El estudio tenía diferentes modelos de los que tomaban unas 30 o más imágenes para cada movimiento de la boca, y a continuación, utilizaban software de movimiento para animarlas.
El programa fue transmitido más adelante por Starz Kids & Family. Actualmente no hay planes para un lanzamiento en DVD de la serie completa, aunque el Canal 4 del Reino Unido ha liberado los primeros 20 episodios a través de tres DVDs independientes en ese país. Los primeros 20 episodios también han sido puestos a la venta en cuatro volúmenes en Australia.

## Personajes

### Angela Anaconda
Angela Anaconda es una niña imaginativa, con pecas, de 8 años de edad, que evita el rol de feminidad asociado comúnmente con otras niñas de su edad, en particular los aspectos de la personalidad femenina mostrados por su compañera y rival engreída, Nanette Manoir. Ella desprecia mucho a Nanette porque ella, tiene un comportamiento sin corazón estirado y sus muchos intentos fallidos de refinamiento estereotipado, de la conducta, el lenguaje y la moda de los franceses, ya que cree que ella es en sí misma francesa. Angela reside en la ciudad Tapwater Springs con sus padres, dos hermanos mayores; Mark y Derek, su hermana pequeña: Lulu, y los amigos más cercanos; Johnny Abatti, Gordy Rhinehart, y Gina Lash. A lo largo de la serie, Angela tiene una tendencia a involucrarse en secuencias de sueño, al igual que muchos otros personajes de ficción que aparecen en los medios de comunicación, la mayoría de ellas buscando venganza sobre Nanette Manoir de formas poco realistas. A menudo se imagina cosas inusuales que le suceden a Nanette incluyendo conseguir tirarla en el aire durante una rutina de hielo y caer a través del hielo, a continuación, obtener un bloque de hielo congelado de ella. Angela es la voz de Sue Rose.

### Johnny Abatti
Johnny es un niño dulce, pero tenue con ascendencia italiana. Sus padres nunca se ven en el programa (esto es muy probablemente debido a que a menudo están viajando), y él parece estar bajo el cuidado de su abuela (nonna) Carmella y su tío Nicky, que a menudo presiona a Johnny para llegar a la edad adulta (en especial en el episodio "Johnny Aprende a Swing"). Considerado como guapo, Johnny se enorgullece de su peinado de copete, y es objeto de unos amores. Nanette intenta coquetear con él y se refiere a él como "Juan", a pesar de que nadie más lo hace. Johnny es el privilegiado de ser invitado a eventos exclusivos por Manoir, por lo general con los que Gina, Angela y Gordy van a menudo en contra de su voluntad. A pesar de este tratamiento preferencial, Johnny sigue estando totalmente desorientado sobre el afecto de Nanette, a pesar de que no parece que ella le guste tanto como Angela, Gordy y Gina (incluso en el episodio "Puppy Love" que aún llora en el hecho de que de se perdió el perro de Nanette, aunque en el episodio "Tocado por un ángel" se le ve con el ceño fruncido hacia Nanette después de que Nanette insulta a Gina por su peso y en el episodio "nieve de Misericordia" después de que se reveló que Nanette fue quien arruinó la primera vez el perro caliente de Gina se vuelve contra ella en las duchas ella, January y Karlene le arrojan bolas de nieve). Aunque él no lo quiere admitir, Johnny puede tener fuertes sentimientos por Angela, ya que él tiene resentimiento hacia cualquier rival por su afecto. En un episodio, él le envía flores a Angela, pero se olvida de firmar la tarjeta, y el crédito por su don va al novio imaginario de Angela Bob. Johnny le gusta hurgar su nariz y disparar bolas de saliva (como lo revela con orgullo en el episodio "Adiós señora Brinks"). Su voz es puesta por Ali Mukaddam.

### Gina Lash
La mejor amiga de Angela, Gina Lash, es la niña más inteligente en su grado y es judía. Posee conocimientos enciclopédicos y un vocabulario impresionante (y un apetito voraz), Gina dispensa rutinariamente la razón y la visión de sus amigos, aunque ella participará en los locos esquemas y planes de sus amigos están haciendo. Gina comparte muchos intereses con sus amigos, pero su sed de conocimiento la ha llevado a perseguir una variedad de otras aficiones; ella es propietaria de un microscopio y otros objetos científicos de parafernalia. Gina es conocida por su apetito, que compite con el de cualquier adulto. Ella siempre tiene hambre e incluso puede caer presa de Nanette Manoir si es sobornada con la cocina de su chef gourmet. Los alimentos favoritos de Gina incluyen la Pizza de Abatti, remolinos de canela, fruta jiggly y helados Tastee remolino. Gina adora a la mascota de Remolino Tastee, un hombre con una cabeza de helado batido que dispensa alimentos congelados de su camión para los niños de la localidad, e idolatra al fabricante de su bocado preferido, la magdalena, Tiny Dottie, como un empresario de alimentos profesional quiere aspirar a ser como el. Gina, que tiene sobrepeso, no deja que las burlas acerca de su aspecto le afecten, pero sigue siendo feliz y confiada (aunque en el episodio "Tocados por un ángel" ella llama airadamente a Nanette "boba-verruga" después de que Nanette dijo maliciosamente, "puedo comer y comer y comer y no ganar una onza, a diferencia de algunas personas de por aquí ", y luego mira a Gina). Gina vive con su madre, que es soltera (hasta que ella comienza a salir con un compañero de trabajo y aficionado, y más tarde el padre entrenador de Gordy Rhinehart). Su padre nunca es visto o mencionado en el programa, lo que implica que su madre se divorció. Gina también es propietaria de una tortuga mascota llamada Sheldon que come un montón de zanahorias. Su voz es de Bryn McAuley

### Gordy Rhinehart
Gordy es un chico dulce, sensible y artístico con asma que prefiere presionar las flores, las tareas domésticas y escribir poesía de las actividades que etiqueta como "peligrosas" como el escondite, y es conocido por sus muchas alergias. Gordy, que lleva grandes, gafas cuadradas y un chaleco azul con un borde blanco, es flaco y débil físicamente, todo lo contrario de su papá corpulento y machista exoficial del Ejército, el entrenador Rhinehart. La madre de Gordy, como el padre de Gina, nunca se menciona o insinúa. A pesar de ser tan disímiles, la relación padre/hijo es muy fuerte, y se manifiesta un amor genuino y preocupación por los demás. El entrenador disfruta de las fresa suflés, las toallas bordadas a mano y fundas de almohada que Gordy hace en su tiempo libre. Gordy ama a los animales y es el orgulloso propietario de un perro impecablemente peinado llamado Fabio. Él es un experto en el cuidado de mascotas y se preocupa por el bienestar de cualquier animal confiándoselo a Angela (como se ve en el episodio "Confesiones de Tortuga", cuando Angela estaba cuidando a la mascota de Gina, la tortuga Sheldon). Gordy pasó casi todo un episodio ("Gordy en una burbuja de plástico") usando guantes de goma y una mascarilla, negándose a salir de su casa, después de ver una pestaña con un microscopio. A pesar de la apariencia y gestos hacia afuera de Gordy, está profundamente enamorado de Gina Lash, pero su amor nunca es devuelto (tal vez porque Gina parece estar avergonzada por esto). Es doblado por Edward Glen

### Nanette Manoir
La principal antagonista de la serie, Nanette es la favorita de la maestra. Ella habla con la voz de una típica adolescente estadounidense, pero de vez en cuando lo combina con un acento francés cuando habla. Su cabello es rubio de oro y labrado en largos rizos de estilo victoriano en la emulación de la mirada de su madre (aunque es muy posible en el episodio "Gordy en una burbuja de plástico" que se tiña el pelo de rubio después de que Gina Lash mira un mechón de su cabello bajo un microscopio y ve que las raíces de su cabello en realidad son de color marrón como el pelo de su padre). Ella es manipuladora y ha envuelto a la señora Brinks alrededor de su mano con grandes elogios y regalos constantes, aunque la señora Brinks ha tenido momentos de ira contra Nanette, como en el final del episodio "Return to Sender" después de aprender la verdad acerca de ser un peón (y "ser un-Francés tosco"), que da a su detención cuando Angela lee un insulto, escrito acerca de la señora Brinks, y en el episodio "la herencia de Earhart", donde accidentalmente llamó a la señora Brinks "cumpleaños". En otro episodio Angela encuentra Estudiante de las estrellas de oro de semana y revela que ella encontró en la basura de Nanette, mucho de la señora Brinks y una señora Brinks iracunda.
El pequeño ángel perfecto para la mayoría de los adultos (incluyendo a sus padres complacientes Howell y Bunny), pero Nanette es taimada, astuta, arrogante, snob y la media, en ejercicio de la peor de sus rasgos de Angela y sus amigos. Esto es probablemente culpa de sus padres cariñosos (que son también unos propios snobs), que no pueden ver cómo su hija se ha podrido, y como realmente actúa en la escuela, lo que los lleva a nunca castigarla por las cosas que hace mal. Ella está muy orgullosa de su aspecto mimado, constantemente rebotando su pelo rizado, y ella se considera a sí misma como la más hermosa. Sus intereses son una elegante variedad de actividades tales como los bastones que giran, el ballet, la pintura, gimnasia y patinaje sobre hielo. Nanette utiliza la riqueza de su familia y su alto estatus como una manera de afirmar su superioridad sobre sus compañeros de clase, especialmente y específicamente Angela y sus amigos. Debido a su nombre y apellido francés, Nanette arrogantemente cree que ella es de pura sangre francesa, una creencia compartida solo por su madre Bunny. Ella pone en su conversación algunas frases francesas mal aplicadas, explicando su significado de forma incorrecta; por ejemplo, ella cree que "de enlace" en francés significa "lección", "crema catalana" es francés para "probarlo", y "Crêpe Suzette" en francés significa "caro panqueque"; sin embargo, ella a veces utiliza correctamente las palabras y frases en francés que en otros casos. Por ejemplo, en "Angela Who", que ordena una pizza grande "maintenant" (que en francés significa "ahora" o "ahora mismo"), y en "Puppy Love", se utiliza la palabra francesa "perdu", lo que significa "perdido".
Ella cree que María Antonieta era una reina francesa nata (si gobernaba Francia, pero ella era en realidad de Austria). Nanette tiene un gran armario lleno de diseños originales, pero casi siempre lleva a las niñas francesas de la escuela con uniforme escolar de la escuela, con una boina (En el episodio "Eres tan vanidoso" lleva una rosa con un extravagante vestido con una boina color rosa oscuro (también es vista en "Puppy Love"), en el episodio "Adiós señora Brinks" ella se viste como un estereotipo de punk e incluso se apoda a sí misma como "Bruiser", y ella lleva una pijama rosa de encaje cuando se va a dormir por la noche en su cama tamaño rey de color rosa, aptos para María Antonieta, (la mejor reina en la historia de Francia). Ella es dueña de un perrito llamado Ooh La La, que es masculino, y su perro tenía una relación con el perro king de Angela en el episodio "amor adolescente". tiene un mayordomo personal llamado Alfredo, que habla por ella (y ha sido su cuidador y guardián desde que era un bebé (como se ve en "Touched by an Angel-a"), pero no se preocupa mucho por su familia. Ella tiene combates exhibidos de celos/envidia e ira, como cuando, en el episodio "Bob caliente y Chocolate", "Bob" (en realidad era Johnny Dog no firmó la tarjeta) envió Angela un gran ramo de rosas como ella creía, a pesar de ser sólo un rumor que se inició en el primer lugar, alguien realmente estaba enamorado de Angela. Nanette también exhibió extrema conmoción cuando el maestro suplente desestimó la ambición de Nanette para preservar la escasez de bolsos de piel de cocodrilo, zapatos y otros pertrechos de moda como "tonterías".
Ella también ganó el corazón de un joven príncipe árabe en el episodio "¿Quién es Sari Ahora", la fuerza del viento que sopla su pelo (dándole un aspecto muy parecido a la medusa) lo arruina hasta el punto de que el príncipe está disgustado por ella. A pesar de ser desagradable, Nanette tiene muchos talentos, como el gasto de todo el episodio "No es Atrasado" el equilibrio de un libro sobre su cabeza (y la tinción con gel para el cabello) y escribir un "tres actos de tragedia griega" en el episodio " Los antiguos griegos "y emitido todos sus compañeros de clase en" los papeles menores "como Jimmy Jamal como Zeus, Johnny Abatti como un águila, Gina Lash como Dioniso, Gordy Rhinehart como Hércules, y Angela con una multitud de papeles porque estaba disgustado por la actuación de Angela. En el episodio "I Wanna Mould Su Banda" que, January y Karlene parece estar cantando la canción "Todo el mundo quiere ser una chica francesa" muy bien, a pesar de que se reveló más tarde que estaban usando "sincronización de los labios" utilizando un altavoz oculto en el interior de la colmena peluca Nanette (que era muy pesada a causa de ella), lo que provocó que Nanette y su pandilla fueran descalificadas del concurso de talento de Mr. Tastee. Es doblada originalmente por Rubí Smith-Merovitz.

### January y Karlene
Apodado el "Copycat Clone Club" de Angela, January Cole y Karlene Trainor son mejores amigas-tratadas más como sus sirvientes que siguen a Nanette alrededor y donde quiera que va Nanette; básicamente son su pandilla de chicas. Karlene es de raza caucásica, mientras que January es afroamericana. Sporting bouffant peinados, de muy buen gusto la ropa y los lunares de belleza, que están muy preocupados con su apariencia y por el aspecto de Nanette para ellas orientarse en la moda (principalmente acerca de tratamientos faciales y maquillaje). Cuando Nanette hace una declaración, january al instante está de acuerdo y luego Karlene está de acuerdo "aún más" (aunque en "Return to Sender" los acuerdos se encienden alrededor de modo que january está de acuerdo "aún más", y en "Slice of Life", Nanette pregunta irritada a las dos si podían estar en silencio durante al menos cinco segundos). A pesar de su devoción inquebrantable hacia Nanette son inconstantes; como en el episodio "Fairweather friends" cuando Nanette estaba postrada en cama con la cabeza fría, se encontraron sin un líder y al instante se pegaron a Angela, que tenía el trabajo de alto estatus de organizar decoraciones Spring Fling de la escuela. Sin embargo, una vez que Nanette superó su frío, volvieron a su líder inmediatamente, y al instante abandonaron a Angela, pero con un poco de remordimiento, ya que estaban empapadas con agua de los Manoirs, piscina. Nanette y January en realidad tenían una riña con Karlene en el episodio "Kar-Lean on Me" sólo porque el padre rico de Karlene nunca le trajo un sombrero hecho de piel real después de cortar su asignación, lo que resulta en que Karlene sale con Angela y su grupo. Sin embargo, se revela más adelante en el episodio que Karlene solamente se estaba reuniendo con ellos para poder ahorrar el dinero suficiente para comprar un sombrero de piel real (ya que ella creía en que se divierten por el gasto de dinero, y afirmando que ella había ahorrado $ 120 en el momento en que pasado con Angela). Angela se pone más tarde, incluso al hacer Karlene personal de la pandilla siervo en la casa del árbol además de sirviéndole mantequilla de maní y mermelada. Karlene tiene la voz de Annick Obonsawin.

### Josephine Praline
Una devota católica, Josephine actúa como un timón moral para sus compañeros de clase. Ella es dulce, ama y perdona, pero es severa cuando ve alguna injusticia. Josephine a menudo se refiere a los demás como "mi hijo". Ella creó un confesionario en el baño de la niña, donde sus amigos vienen a hablar con ella acerca de sus tensiones y preocupaciones. Ella es muy querida por sus compañeros de clase, pero al igual que con Angela, la señora Brinks le importa muy poco ella y en un momento dado le arrebata un cheque de $ 200 desde las manos a Josefina cuando ella reveló que ella había "engañado" durante una carrera de bicicleta de caridad. (Ella afirmó que había sido ayudada por San Cristóbal). Josephine insta a Angela que aprender a amar a sus enemigos y ver lo bueno en Nanette en vez de odiarla (como se ve en el episodio "Tocado por un ángel-a"), pero se sorprende cuando ella [Josefina] no puede encontrar buenas cualidades en sí misma. Esto entristece a Angela pero Josephine la anima, diciendo que aunque Angela tiene sus defectos, eso podría ser peor, ya que podía ser como Nanette. Josephine ofrece frecuentemente elogios y a veces brilla con una luz serena celestial. Ella preferiría estar en una escuela católica, pero hace lo mejor de su experiencia en la escuela pública. Josephine viene de una familia grande (por lo menos 19 hermanos y hermanas). En el episodio "Cabin Fever" se revela que su madre Bronx sufre de y tiene agorafobia. Angela fingió que tenía agorafobia con el fin de ir a la escuela y luego evitar aplaudir los borradores de la pizarra, aunque Mark y Derek trajeron una casa "quedar bien empaquetar" con ellos que fueron los borradores. Por lo general se viste con el uniforme escolar de una escuela católica. Según lo revelado en "The Haunting of Angela Anaconda", que está en contra de la observancia de la Víspera porque piensa que la hará una pecadora. En "Queso Under Pressure", se revela que ella es intolerante a la lactosa debido al queso de un palo de Jimmy Jamal.

### Jimmy Jamal
Un niño en la clase de Angela, que es africano canadiense y puede correr muy rápido, se le ve con frecuencia jugar videojuegos con una mano (llamado Slamboy, una alusión directa a la Game Boy, que consigue confiscado por la señora Brinks en el episodio " Maldición de la Momia ") y hablando de sus Turbo Entrenadores, que lo hacen correr muy rápido. Él es el hijo del alcalde de Tapwater Springs. En el episodio "The Lady Bird of Tapwater" Angela "cura" a su iguana mascota Albert (que es de sexo femenino) que parecía estar deprimido. Se revela en el episodio "En un Pepper Pickle" que mantiene un diario secreto. Es interpretado por Kevin Duhaney.

### Candy May
Candy May es una niña muy tenue, que parece cortar su propio pelo y lleva una camiseta con una calcomanía de unicornio. Ella tiene el pelo largo de color rojo en una cinta. Ella vacila mucho, dibuja sus palabras y con frecuencia se confunde a sí misma. No se permite estar cerca de objetos afilados y le encanta jugar con brillo y pegar. Ella puede ser mayor que los otros niños, y como era de esperar es la niña más alta en el aula, ya que podría haber sido retenida un año debido a su falta de inteligencia. Ella se niega a creer que dos más dos son cuatro, porque ella piensa que, dado que dos por dos son cuatro, dos más dos debe ser igual a un número menor (sus ejemplos de números menores que cuatro son tres y cinco).

### Sra. Ephegenia Brinks
La antagonista secundaria de la serie, la señora Brinks es una excéntrica mujer de mediana edad que es una profesora dedicada de tercer grado con una voz un tanto masculina (más bien, que suena más como un hombre imitando una mujer) y grandes manos varoniles. Ella lleva una enorme peluca gris con forma de colmena que oculta su corto cabello de jengibre, y ella se viste con un largo faldón vestido escolar, ocultando su figura de edad. A pesar de que no es una mala maestra, ella es fácilmente manipulada y juega a los favoritos, sus decisiones siempre están a favor de Nanette, a quien ve como la niña perfecta, aunque ha habido momentos en los que Nanette se ha metido en problemas con ella. Por desgracia, la señora Brinks está sesgada en contra de Angela y es muy estricta y cruel con ella (convirtiéndola en el segundo personaje menos favorito en la serie), aunque en el episodio "Jiggly Fruit Classic" ella y Angela superan sus diferencias para envejecer Jiggly Fruit espalda. La señora Brinks le gusta creer que ella es sofisticada y sucumbe fácilmente a la adulación. Ella piensa que Angela es una extraña, revoltosa y una niña caprichosa, y constantemente la castiga, incluso por las cosas que no hizo haciéndola limpiar los borradores de la pizarra (algo en lo que Angela desde entonces ha llegado a ser muy buena) entre otros castigos. Ella tampoco está por encima castigando Angela para una minitarea que Angela ya ha sido castigado por, no por otra razón que no sea ella puede simplemente porque ella es la maestra. Otro ejemplo de este sesgo se produce en un episodio donde la señora Brinks da detención a Angela simplemente porque sonríe como ella creía Angela era para nada bueno para hacerlo. La señora Brinks hizo Angela la parte superior de su clase cuando ella cree de Angela poema acerca de su perro es de ella (Brinks) en el episodio "Eres tan vanidoso". Ella y su frágil esposo, generoso, y longanimidad, Connie (abreviatura de Conrad) Brinks se rumorea que son nudistas los fines de semana. Angela y su pandilla a menudo se asoman al patio trasero de la señora Brinks. Le pone zoz originalmente Richard Binsley.